# Tsvetana Bozhurina
Tsvetana Bozhurina (búlgaro: Цветана Божурина) (13 de junio de 1952, Pernik) es una exjugadora de voleibol de Bulgaria. Su apellido de casada es Fillippini (Филипини). Fue internacional con la Selección femenina de voleibol de Bulgaria. Compitió en los Juegos Olímpicos de Moscú 1980 en los que ganó la medalla de bronce y jugó los cinco partidos.